# Нелінійний фрикціофорез
Нелінійний фрикціофорез — однонаправлений дрейф частинки в середовищі, викликаний періодичною рушійною силою з нульовим середнім. Ефект можливий завдяки нелінійній залежності сили тертя від швидкості частинки. Його було виявлено теоретично в . Для руху колоїдних частинок ефект відомий як нелінійний електрофрикціофорез. На перший погляд періодична рушійна сила з нульовим середнім не здатна викликати однонаправлений дрейф, оскільки сумарний за період імпульс, що надається частинці силою, дорівнює нулю. Можливість однонаправленого дрейфу можна помітити, якщо взяти до уваги, що частинка сама втрачає імпульс, передаючи його середовищу, в якому або по поверхні якого вона рухається. Якщо тертя нелінійне, то може статися так, що втрата імпульсу при русі в одному напрямку не дорівнює втраті при русі в протилежному напрямку, і це викликає однонаправлений дрейф. Щоб це сталося, часова залежність рушійної сили повинна бути більш складною, ніж одна синусоїдальна гармоніка.

## Простий приклад —бінгамівський пластик

### Нелінійне тертя
Найпростіший випадок закону залежності тертя від швидкості — це закон Стокса:
{\displaystyle (1)\qquad F_{dr}(v)=\lambda v,}
де {\displaystyle F_{dr}(v)} це сила тертя / опору, що діє на частинку, яка рухається зі швидкістю {\displaystyle v} в середовищі. Закон (1) залежності сили тертя від швидкості спостерігається для сферичних частинок, що повільно рухаються в ньютонівській рідині.

Рис. 1 Лінійне тертя

Він є лінійним, див. Рис.1, і не підходить для того, щоб мав місце нелінійний фрикціофорез. Характерною властивістю закону (1) є те, що будь-яка, навіть дуже маленька прикладена сила викликає рух частинки. Це не має місце для бінгамівського пластику. У такому середовищі необхідно прикласти певну порогову силу, {\displaystyle d}, щоб зрушити частинку. Цей тип закону залежності сили тертя від швидкості (сухе тертя) має точку розриву «стрибок» при {\displaystyle v=0}:
{\displaystyle (2)\qquad F_{dr}(v)=\lambda v+d\cdot \mathrm {sign} (v).}

Рис. 2 Приклад нелінійного тертя

Він є нелінійним, див. Рис.2, і використовується в цьому прикладі.

### Періодична рушійна сила
Нехай {\displaystyle T>0} — період рушійної сили. Оберемо відрізок часу {\displaystyle t_{1}} так, що {\displaystyle 0<t_{1}<T}, і два значення сили, {\displaystyle F^{+}>0}, {\displaystyle F^{-}<0}, так, що виконуються наступні два співвідношення:
{\displaystyle \qquad \qquad F^{+}>d,\quad |F^{-}|<d,}
{\displaystyle (3)\qquad F^{+}t_{1}+F^{-}(T-t_{1})=0.}
Періодична рушійна сила {\displaystyle f(t)}, що використовується в цьому прикладі, є наступною:
{\displaystyle (4)\qquad f(t)={\begin{cases}F^{+},{\text{ якщо }}0<t\leq t_{1},\\F^{-},{\text{ якщо }}t_{1}<t\leq T,\quad f(t+T)=f(t).\end{cases}}}
Очевидно, що завдяки (3), {\displaystyle f(t)} має середнє рівне нулю:

Рис. 3 Приклад рушійної сили з нульовим середнім

{\displaystyle \int \limits _{0}^{T}f(t)dt=F^{+}t_{1}+F^{-}(T-t_{1})=0.}
Див. також Рис. 3.

### Однонаправлений дрейф
Для простоти ми розглянемо тут фізичну ситуацію, коли інерцією можна знехтувати. Останнє можна досягти, якщо маса частинок невелика, швидкість мала, а тертя велике. Ці умови повинні забезпечити {\displaystyle \tau \ll t_{1}}, де {\displaystyle \tau } — час релаксації. У цій ситуації частинка, до якої прикладена сила (4), миттєво починає рухатися з постійною швидкістю {\displaystyle v^{+}={\frac {1}{\lambda }}(F^{+}-d)} протягом інтервалу часу {\displaystyle 0<t\leq t_{1}} і негайно припиняє рух упродовж інтервалу {\displaystyle t_{1}<t\leq T}, див. Рис. 4.

Рис. 4 Швидкість з ненульовим середнім

Це призводить до позитивної середньої швидкості однонаправленого дрейфу:
{\displaystyle \qquad \qquad {\overline {v(t)}}={\frac {1}{T}}\int \limits _{0}^{T}v(t)dt={\frac {t_{1}}{\lambda T}}(F^{+}-d)>0.}

## Математичний аналіз
Аналіз можливості отримати ненульовий дрейф під дією періодичної сили з нульовим середнім був виконаний в. Безрозмірне рівняння руху частинки під дією періодичної сили {\displaystyle f(t)}, {\displaystyle f(t+1)=f(t)}, {\displaystyle \int _{0}^{1}f(t)dt=0}, є наступним:
{\displaystyle (5)\qquad {\dot {v}}+\lambda v-\epsilon g(v)=f(t),}
де сила тертя / опору {\displaystyle F_{dr}(v)=\lambda v-\epsilon g(v)} задовольняє наступну умову:
{\displaystyle \qquad \qquad F_{dr}(-v)=-F_{dr}(v),\quad {\frac {d}{dv}}F_{dr}(v)\geq 0.}
В було показано, що будь-який розв'язок рівняння (5) збігається з часом до періодичного режиму {\displaystyle v^{*}(t)}, {\displaystyle v^{*}(t+1)=v^{*}(t)}, з ненульовим середнім:
{\displaystyle \qquad \qquad {\overline {v^{*}(t)}}=\int \limits _{0}^{1}v^{*}(t)dt\neq 0}
майже напевно, за умови, що{\displaystyle f(t)}не є антиперіодичною.
Для {\displaystyle g(v)=v^{3}}, два випадки {\displaystyle f(t)} були розглянуті явно:
1. Пилкоподібна рушійна сила, див. Рис. 5:
{\displaystyle \qquad \qquad f(t)=at,\quad t\in [-1/2;1/2],\quad f(t+1)=f(t),\quad t\in ]-\infty ;\infty [.}

Рис. 5 Пилоподібна рушійна сила

У цьому випадку, як показано в , {\displaystyle v^{*}(t)} у першому порядку по {\displaystyle \epsilon }, {\displaystyle v_{1}^{*}(t)}, має наступне середнє значення:
{\displaystyle \qquad \qquad {\Big |}{\overline {v_{1}^{*}(t)}}{\Big |}\equiv {\Big |}\int \limits _{0}^{1}v_{1}^{*}(t)dt{\Big |}\geq {\frac {2}{3}}\epsilon a^{3}/\lambda ^{5}.}
Ця оцінка зроблена за припущення, що {\displaystyle \lambda \gg 1}.
2. Рушійна сила, що складається з двох гармонік:
{\displaystyle \qquad \qquad f(t)=a\cos(2\pi t)+b\cos(4\pi t+\psi ).}
У цьому випадку в першому порядку по {\displaystyle \epsilon } апроксимація має наступне середнє значення:
{\displaystyle \qquad \qquad {\Big |}{\overline {v_{1}^{*}(t)}}{\Big |}={\Big |}\int \limits _{0}^{1}v_{1}^{*}(t)dt{\Big |}\geq {\frac {2}{27}}{\frac {\epsilon }{\lambda }}\left({\frac {M}{\lambda }}\right)^{3}{\frac {1}{(1+{\frac {4\pi ^{2}}{\lambda ^{2}}})(1+{\frac {16\pi ^{2}}{\lambda ^{2}}})^{1/2}}}.}
Це значення максималізоване по {\displaystyle \psi }, {\displaystyle a,b}, вважаючи, що {\displaystyle a+b=M} залишається константою. Цікаво, що величина дрейфу залежить від {\displaystyle \psi } і змінює свій напрям двічі, коли {\displaystyle \psi } пробігає всі значення в інтервалі {\displaystyle [0;2\pi ]}. Інший тип аналізу, на основі порушення симетрії, також показує, що нульова середня рушійна сила здатна генерувати односпрямований дрейф.

## Застосування

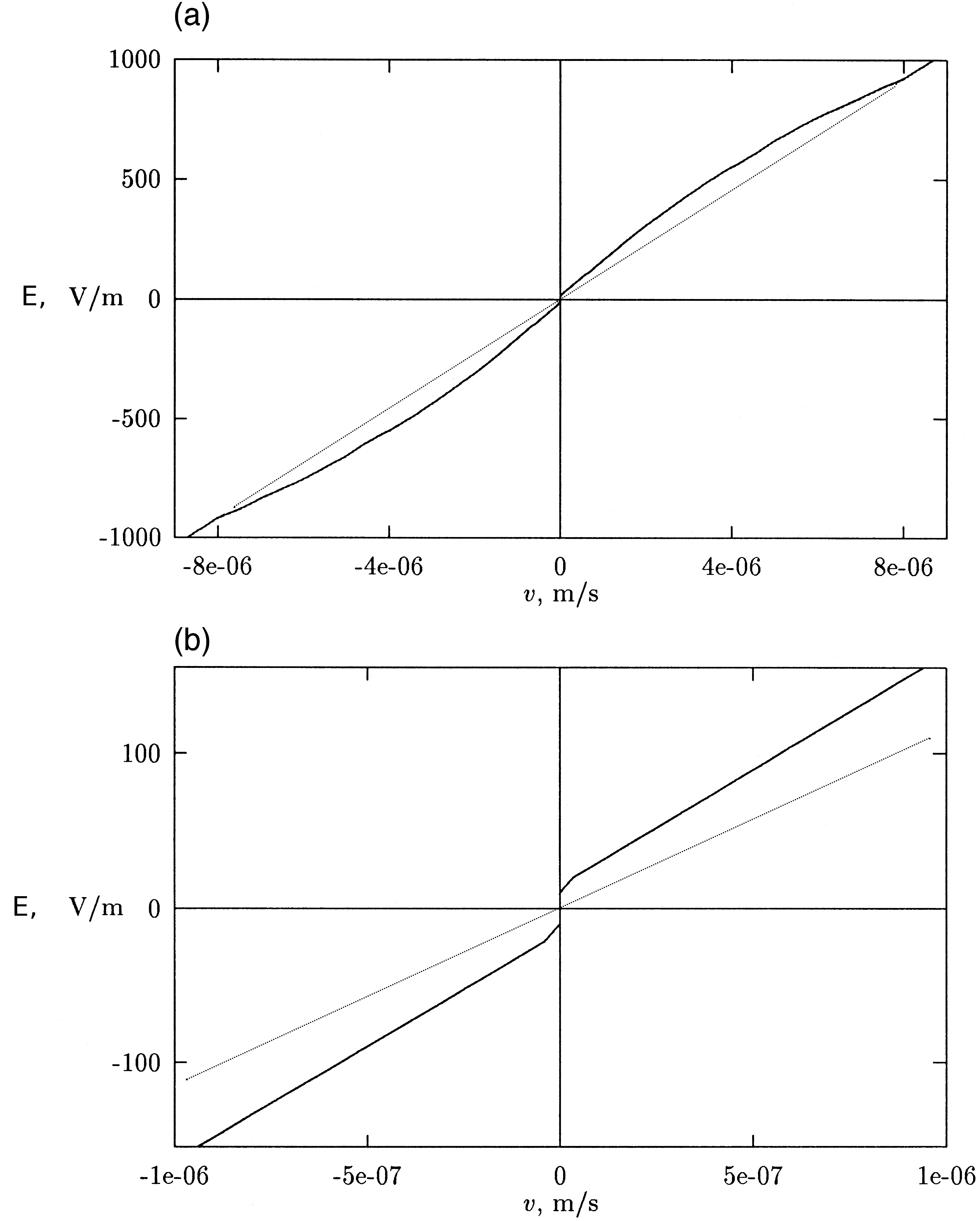
Рис.6 (а): суцільна лінія — відношення сили опору, що діє на одиничний заряд на одній bp до швидкості, пунктирна лінія — лінійне наближення для порівняння. (b): теж саме, що і (а), але в меншому масштабі

У застосуваннях природа сили {\displaystyle f(t)} в (5) зазвичай електрична, подібно до сил, що діють під час стандартного електрофорезу. Єдині відмінності полягають у тому, що сила періодична і без постійної складової.
Для спостерігання ефекту залежність сили тертя / опору від швидкості повинна бути нелінійною. Це справедливо у випадку багатьох речовин, відомих як неньютонівські рідини. Серед них — гелі, дилатантні рідини, псевдопластичні рідини, рідкі кристали. Зокрема, на експерименті  було визначено {\displaystyle F_{dr}(v)} для стандартного маркеру довжини ДНК довжиною до 1500 bp в 1,5%-ному агарозному гелі. Виявлена залежність, див. Рис.6, свідчить на користь можливості нелінійного фрикціофорезу в такій системі. На підставі даних на Рис. 6 оптимальна часова залежність електричного поля з нульовим середнім, {\displaystyle E(t)}, була знайдена в, і вона забезпечує максимальний дрейф для фрагменту довжиною 1500 bp, див. Рис. 7.

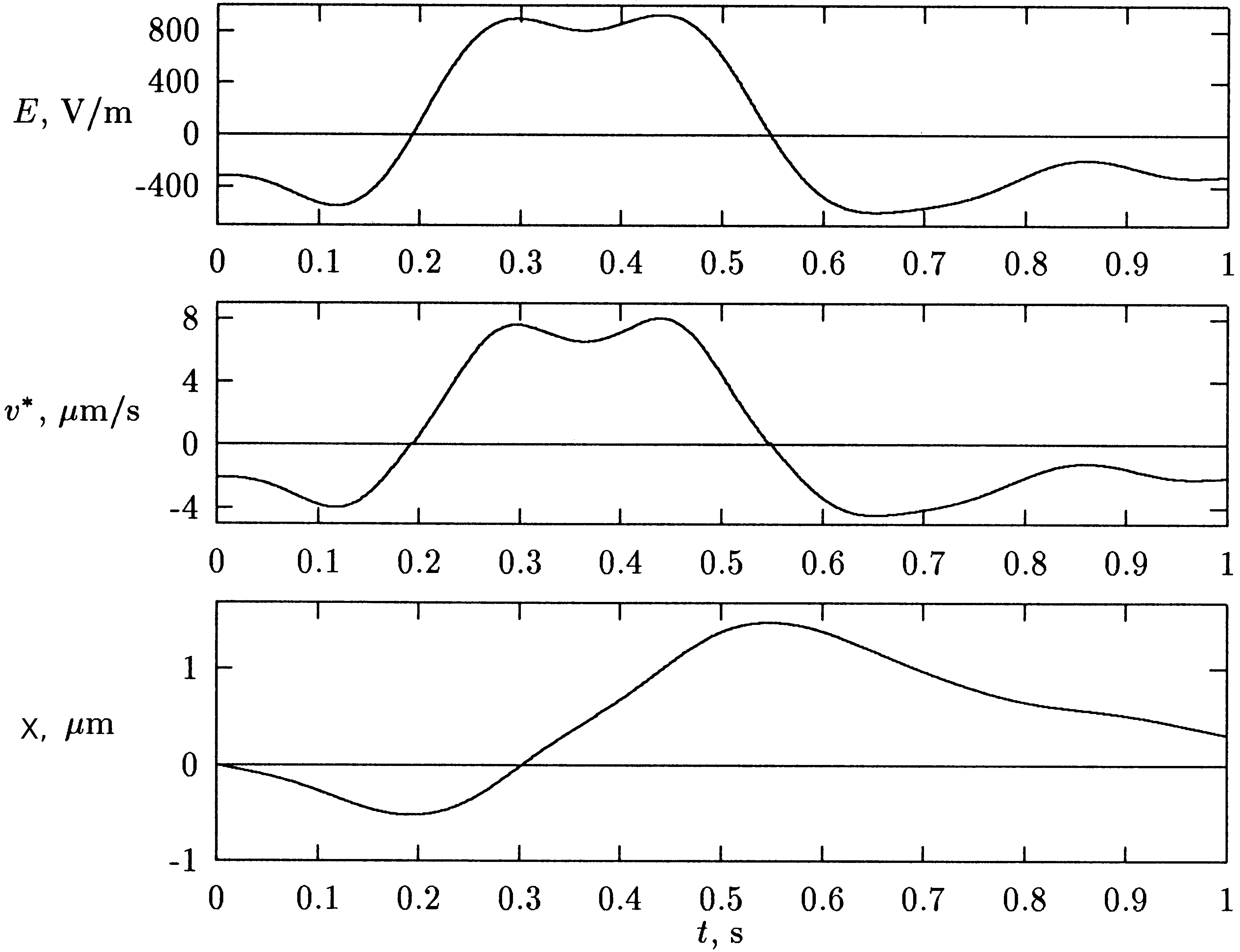
Рис. 7 Оптимальна часова залежність електричного поля,,, швидкість, що встановилась,, і зміщення,. Значення дрейфу m/s.

Ефект односпрямованого дрейфу, викликаний періодичною силою з нульовим середнім, залежить від часового ходу рушійної сили. Див. приклади у попередньому розділі. Це стоврює нові можливості для вирішення проблем сепарації.

### Сепарація ДНК по довжинах
При розділенні фрагментів ДНК у електрофорезі з нульовим середнім (zero-integrated-field electrophoresis) використовується періодичне електричне поле з нульовим середнім, де використовується часова залежність поля, подібна до тієї, що показана на Рис. 3. Це дозволяє відокремлювати довгі фрагменти в агарозному гелі, що не вдається зробити стандартним електрофорезом з постійним полем. Геометрія довгого фрагменту ДНК та його манера руху в гелі, відома як рептація, не дозволяють застосувати безпосередньо міркування на основі рівняння (5) вище.

### Сепарація по густинах
Було спостережено, що при певних фізичних умовах механізм, описаний у розділі «Математичний аналіз» вище, може бути використаний для сепарації по густинах, подібно до частинок, виготовлених з різних ізотопів одного матеріалу.

## Розширення
Ідея організації однонаправленого дрейфу під дією рушійної сили з нульовим середнім отримала подальший розвиток для інших конфігурацій та іншого фізичного механізму нелінійності.

### Обертання за допомогою циклічно поляризованої хвилі
Електричним диполем, що вільно обертається навколо {\displaystyle z}-осі в середовищі з нелінійним тертям, можна маніпулювати, застосовуючи циклічно поляризовану уздовж {\displaystyle \pm z} електромагнітну хвилю, що складається з двох гармонік. Рівняння руху для цієї системи є наступним:
{\displaystyle \qquad \qquad {\dot {\omega }}+\lambda \omega -\epsilon g(\omega )=f(t,\theta (t)),\quad {\dot {\theta }}=\omega ,}
де {\displaystyle f(t,\theta (t))} є крутний момент, що діє на диполь через циклічно поляризовану хвилю:
{\displaystyle (6)\qquad f(t,\theta (t))\sim |p|(A_{1}\cos(\omega t\pm \theta )+A_{2}\cos(2\omega t\pm \theta +\psi )),}
де {\displaystyle p} є компонентою дипольного моменту, ортогональною до {\displaystyle z}-осі і {\displaystyle \theta } визначає напрямок диполя в площині {\displaystyle XY}. Шляхом вибору фазового зсуву {\displaystyle \psi } у (6), диполь можна орієнтувати у будь-якому бажаному напрямку, {\displaystyle \theta _{0}}. Напрямок {\displaystyle \theta _{0}} досягається через кутовий однонапрямлений дрейф, який припиняється, коли {\displaystyle \theta =\theta _{0}}. Невелика розстройка між першою і другою гармонікою в (6) призводить до постійного обертового дрейфу.

### Модифікація потенціального рельєфу

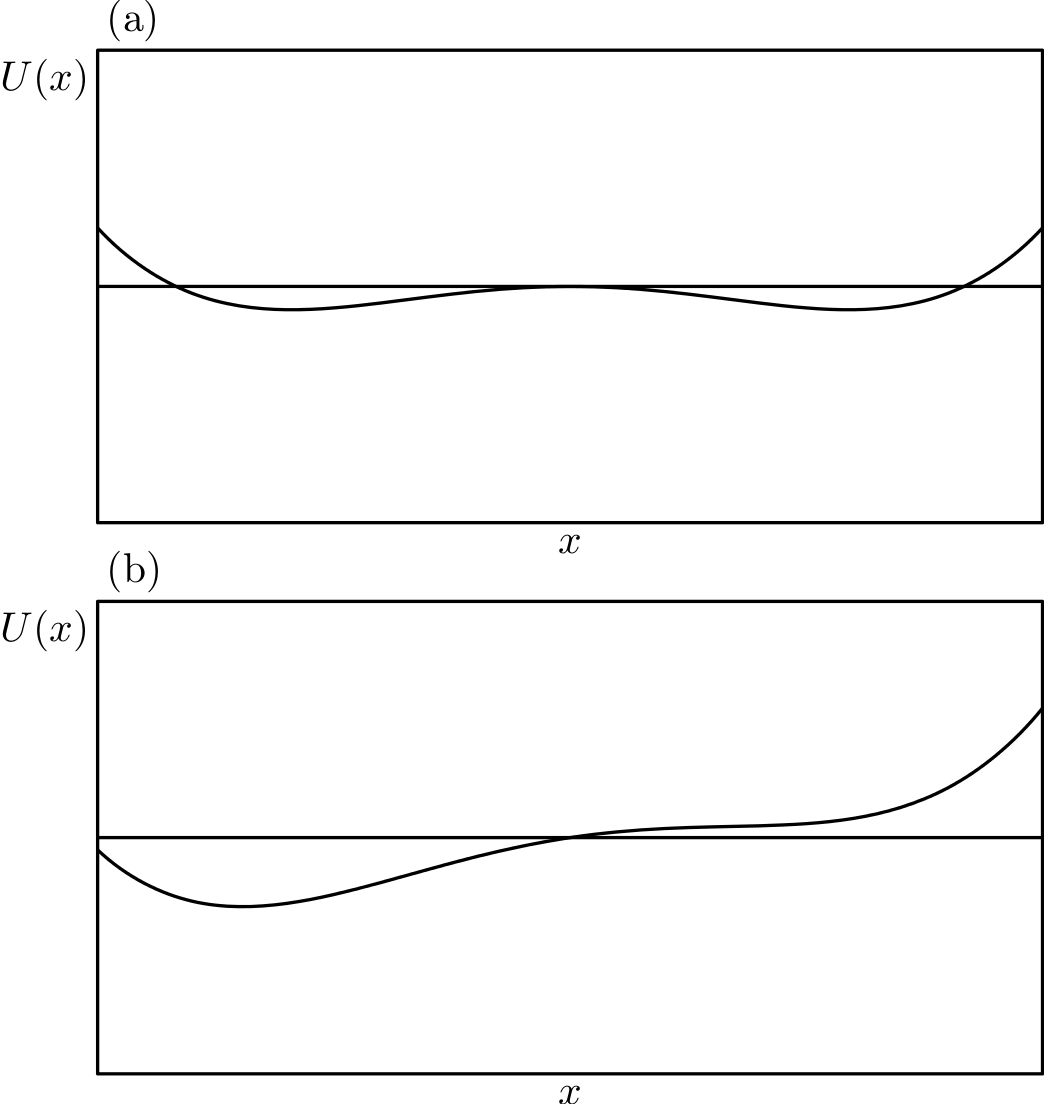
Рис. 8 Приклад модифікації потенціалу завдяки нелінійному фрикціофорезу. (a) початковий, (b) модифікований.

Якщо частинка зазнає направленого дрейфу під час вільного руху згідно рівняння (5), то у досить слабкому силовому полі, спричиненому потенціалом {\displaystyle U(x)}, вона буде рухатись так само. Рівняння руху в цьому випадку:
{\displaystyle \qquad \qquad {\dot {v}}+\lambda v-\epsilon g(v)=f(t)-\phi (x),\quad {\dot {x}}=v,}
де {\displaystyle \phi (x)=-dU(x)/dx} — це сила, спричинена потенціальним полем. Дрейф продовжується до тих пір, поки не буде досягнуто області з достатньо крутою зміною {\displaystyle U(x)}, яка зуміє зупинити дрейф. Такий вид поведінки, як показує строгий математичний аналіз, модифікує {\displaystyle U(x)}, додаючи лінійний по {\displaystyle x} член. Це може змінити {\displaystyle U(x)} якісно, наприклад, змінити кількість точок рівноваги, див. Рис. 8. Ефект може бути важливим при дії високочастотного електричного поля на біополімери.

### Інша нелінійність
Для електрофорезу колоїдних частинок під дією електричного поля малої напруженості сила {\displaystyle f(t)} у правій частині рівняння (5) лінійно пропорційна напруженості {\displaystyle E(t)} прикладеного електричного поля. Для полів з великою напруженістю лінійність порушується через нелінійну поляризацію. Як наслідок, сила може нелінійно залежати від прикладеного поля:
{\displaystyle \qquad \qquad f(t)\sim E(t)+\alpha (E(t))^{3}.}
У останньому виразі, навіть якщо прикладене поле {\displaystyle E(t)} має нульове середнє, прикладена сила {\displaystyle f(t)} може мати постійну складову, яка може викликати однонаправлений дрейф. Як і вище, щоб це сталося часова залежність {\displaystyle E(t)} повинна мати більше однієї синусоїдальної гармоніки. Цей же ефект для рідини в капілярі може мати місце в електроосмотичному насосі, що працює під впливом електричного поля з нульовим середнім.